# انقراض عملی

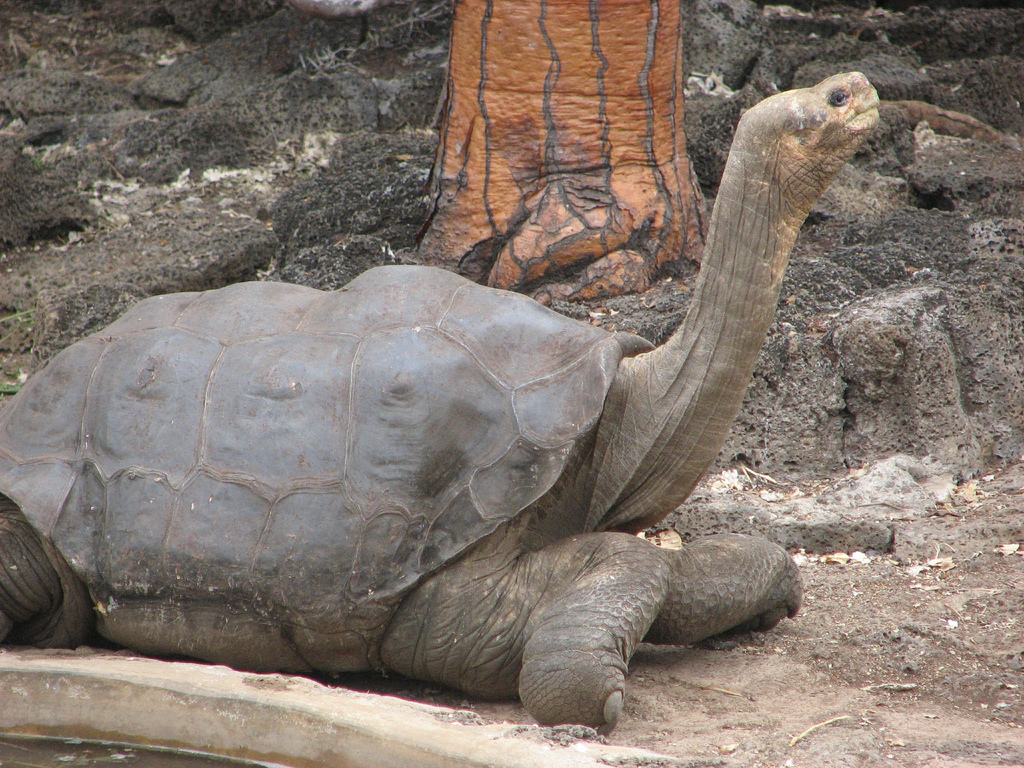
جرج تنها واپسین نمونه از گونهٔ خود بود که در سال ۲۰۱۲ مرد. با مرگ او، گونهٔ لاک‌پشت گالاپاگوس منقرض شد.

یک گونه یا آرایه زیستی در صورتی در عمل منقرض به شمار می‌آید که:
1. از تاریخچه سنگواره‌ای حذف شود، یا گزارش‌های تاریخی مربوط به وجودش، در دسترس نباشند؛
2. جمعیت اندک بقای‌مانده از آن دیگر نقش مهمی در فعالیت بوم‌سازگان نداشته باشد؛ یا
3. جمعیت موجود دیگر قابل دوام نباشد. نمونه‌هایی که بتوانند زادآوری کنند باقی نمانده باشند، یا اندک نمونه‌های باقی‌مانده آنچنان با مشکلاتی همچون درون‌زایی و رانش ژن دست به گریبان باشد که نتواند بقای خود را تأمین کند و در عمل توانایی زیستی از میان رفته باشد.

در جوامع چندزنی که در آن‌ها فرزندان تنها از تعداد اندکی نر تولید شده‌اند، جمعیت زادآور بسیار کمتری از همه نرهای موجود، وجود خواهد داشت. از سوی دیگر، نرهای پیروز به عنوان گردن‌بطری ژنتیکی عمل می‌کنند و باعث رانش ژنتیکی سریع‌تر یا مشکلات درون‌زایی بیشتر در جوامع کوچک می‌شوند.
از جمله جانورانی که امروزه در عمل منقرض هستند می‌توان به دلفین بایجی، ببر جنوب چین، و لاک‌پشت جزیره پینتا اشاره کرد.